# Anxanum
Anxanum était une ancienne ville du peuple italique des Frentans, correspondant à l'actuel Lanciano, province de Chieti dans les Abruzzes.

## Historique
La tradition veut qu'elle ait été fondée en 1179 av. J.-C. par Solimus, un réfugié troyen qui débarqua en Italie avec Énée, un an après la destruction de Troie elle-même en 1180 av. J.-C., sous le nom d' Anxanon ou Anxia. Au-delà de l'épopée, la datation pourrait être plausible : en effet, certaines découvertes archéologiques démontrent que le site de Lanciano a été habité de manière continue depuis le XIIe siècle av. J.-C.. De plus, des traces d'établissements néolithiques ont été trouvées dans les environs depuis le Ve siècle av. J.-C..
Selon les informations de certains historiens romains (Varron, Tite-Live et Pline l'Ancien), Anxanon fut plus tard la capitale du peuple des Frentans, sous l'influence de la Grande Grèce, un peuple de lignée des Samnites qui occupa la zone côtière entre Pescara et Fortore à partir du Ve siècle av. J.-C.. Après la défaite subie en 304 av. J.-C., les Frentans devinrent foederati des Romains, statut qu'ils conservèrent jusqu'à la fin de la guerre sociale, lorsqu'ils obtinrent la citoyenneté romaine. C'est alors que la ville fut ordonnée au sein de la République romaine comme municipium. A cette époque, il dut subir la romanisation de son nom, d'Anxanon à Anxanum.
Depuis l'Antiquité, la ville doit sa prospérité au commerce qui, à l'époque romaine, se déroulait à travers des foires appelées nundinae. Cette vocation découle d'une situation « stratégique » : elle se trouve à quelques kilomètres de la mer mais sur une colline, donc mieux défendable ; en outre, elle se trouve à proximité d'une ancienne route commerciale qui reliait les Pouilles au nord de l'Italie déjà à l'époque préromaine. Cette route, probablement liée à la piste de transhumance des troupeaux de L'Aquila-Foggia, est devenue une route à l'époque romaine (la Via Flaminia Adriatica) qui partait d' Hostia Aterni (alors Pescara) et atteignait les Pouilles en passant par Ortona, Anxanum et Histonium (Vasto).
Lors de la chute de l'Empire romain d'Occident, Lanciano fut pillée par les Goths et détruite lors de l'invasion lombarde (vers 571 apr. J.-C.). Une nouvelle colonie fut alors créée autour d'un château construit par les nouveaux dirigeants. En 610, cependant, elle fut conquise par les Byzantins, qui l'annexèrent au duché de Teate (Chieti) et permirent la reprise des échanges commerciaux. À la fin du VIIIe siècle, Lanciano fut conquise par les Francs, qui l'incluèrent dans le duché de Spolète.
En 1060, les Normands en firent le centre du royaume de Sicile. Lanciano prospéra à nouveau et en 1340 elle fut la plus grande ville des Abruzzes avec 6.500 habitants, des industries renommées (céramique, laine, soie, orfèvrerie, ferronnerie), bénéficiant d'importants privilèges tant de Frédéric II que de son fils Manfred, avec une importante autonomie administrative. Charles Ier d'Anjou, roi de Sicile, céda les revenus du port de la ville à la basilique vaticane. Plus tard, elle fut fréquemment en guerre avec Ortona, toute proche.
C'est ici que le pape Grégoire XII, fuyant Cividale, débarqua sur le territoire napolitain (1409), et de là se rendit à Gaète. Après la fin des guerres d'Italie, la nouvelle domination espagnole et le déplacement du commerce dû à la découverte de l'Amérique appauvrissent Lanciano qui, en 1640, devient une possession baronniale.